# 1213 Алжир
1213 Алжир (енгл. 1213 Algeria) је астероид главног астероидног појаса са пречником од приближно 33,20 .
Афел астероида је на удаљености од 3,539 астрономских јединица (АЈ) од Сунца, а перихел на 2,733 АЈ.
Ексцентрицитет орбите износи 0,128, инклинација (нагиб) орбите у односу на раван еклиптике 13,079 степени, а орбитални период износи 2028,811 дана (5,554 година).
Апсолутна магнитуда астероида је 10,80 а геометријски албедо 0,076.
Астероид је откривен 5. децембра 1931. године.